# Onthophagus papuensis
Onthophagus papuensis är en skalbaggsart som beskrevs av Edgar von Harold 1877. Onthophagus papuensis ingår i släktet Onthophagus och familjen bladhorningar. Inga underarter finns listade i Catalogue of Life.